# Umbro (nome)
Umbro  è un nome proprio di persona italiano maschile.

## Varianti
- Alterati: Umbrio[1]
- Femminili: Umbra[1], Umbria[1]

## Origine e diffusione

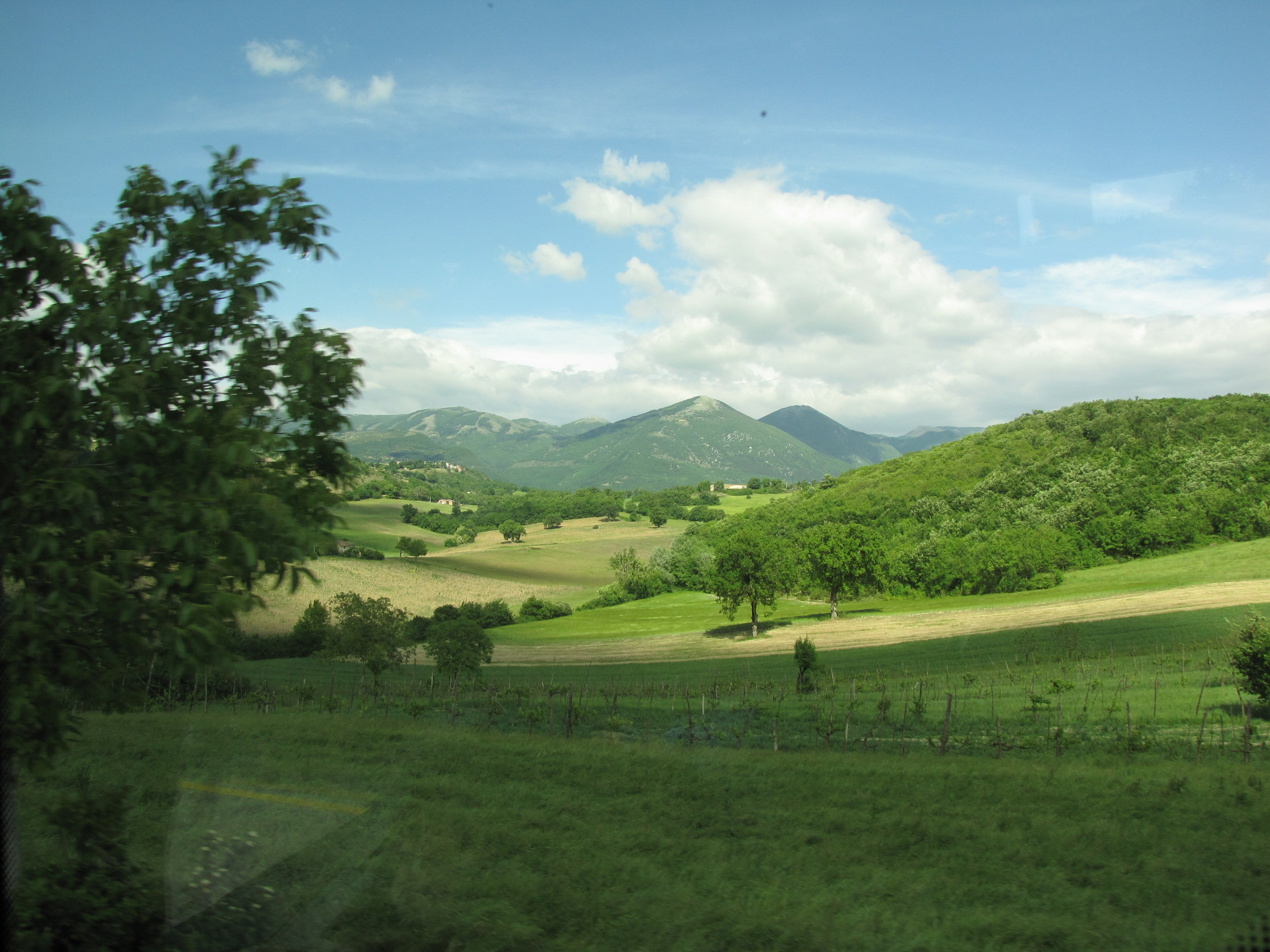
Un panorama dell'Umbria: i Monti Martani

Si tratta di un nome etnico riferito all'Umbria (quindi "umbro", "abitante dell'Umbria"); tuttavia, a differenza della maggioranza degli etnonimi, applicati a persone "straniere" (cioè provenienti da un luogo diverso da quello di chi dava l'etnonimo), "Umbro" è maggiormente diffuso proprio in Umbria, costituendo probabilmente un esempio di orgoglio identitario.
In alcuni casi la forma femminile Umbra può anche essere considerata una variante di Ombra.

## Onomastico
Non esiste santo con questo nome, che quindi è adespoto; l'onomastico si può eventualmente festeggiare il 1º novembre, festa di Ognissanti.

## Persone
- Umbro Apollonio, scrittore, critico d'arte e accademico italiano
- Umbro Battaglini, artista italiano